# Phyllonorycter pruinosella
Phyllonorycter pruinosella là một loài bướm đêm thuộc họ Gracillariidae. Nó được tìm thấy ở Trung Á, Kazakhstan, Tajikistan, Turkmenistan và Uzbekistan.
Ấu trùng ăn Populus species (bao gồm Populus diversifolia, Populus euphratica và Populus pruinosa) và Salix species. Chúng có thể ăn lá nơi chúng làm tổ.